# Hypena ischyra
Hypena ischyra är en fjärilsart som beskrevs av Louis Beethoven Prout 1932. Hypena ischyra ingår i släktet Hypena och familjen nattflyn. Inga underarter finns listade i Catalogue of Life.